# Gyostega simplex
Gyostega simplex är en fjärilsart som beskrevs av W. Warren 1906. Gyostega simplex ingår i släktet Gyostega och familjen mätare. Inga underarter finns listade i Catalogue of Life.